# Microgaster tjibodas
Microgaster tjibodas är en stekelart som beskrevs av Wilkinson 1927. Microgaster tjibodas ingår i släktet Microgaster och familjen bracksteklar. Inga underarter finns listade i Catalogue of Life.